# Sanderpaß
Sanderpaß är ett bergspass i Antarktis. Det ligger i Östantarktis. Nya Zeeland gör anspråk på området. Sanderpaß ligger 1 379 meter över havet.
Terrängen runt Sanderpaß är varierad. Trakten är obefolkad. Det finns inga samhällen i närheten.